# Pantalla dividida (producción de video)

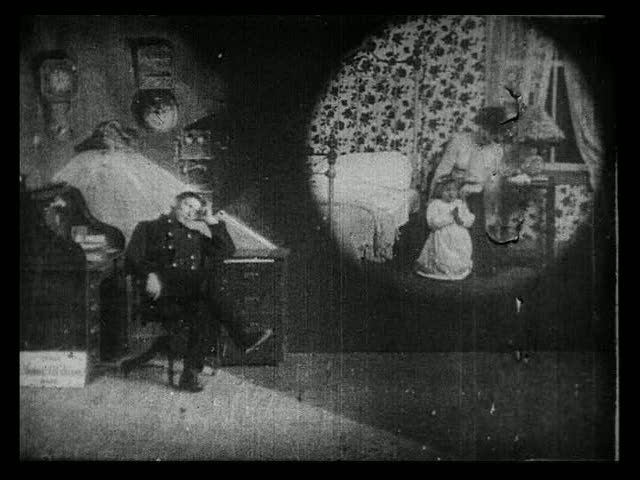
Un ejemplo temprano de pantalla dividida en Life of an American Fireman (1903)

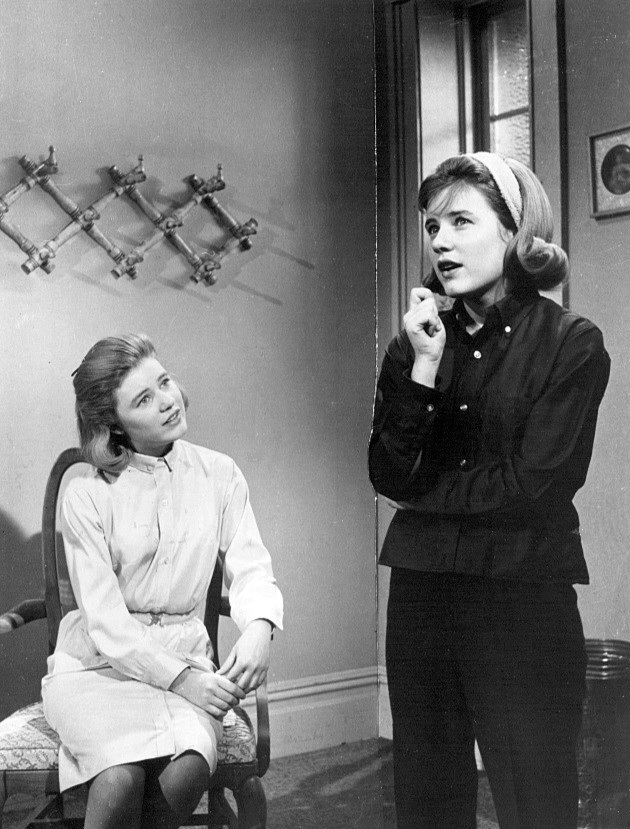
Patty Duke en los papeles gemelos de primas idénticas, Patty y Cathy, en el programa de televisión The Patty Duke Show, efecto logrado mediante pantalla dividida.

En la producción de cine y vídeo, la pantalla dividida o pantalla partida (en inglés, split screen) es la división visible de la pantalla, tradicionalmente por la mitad, pero también en varias imágenes simultáneas, rompiendo la ilusión de que el marco de la pantalla es una visión perfecta de la realidad, similar a la del ojo humano. Puede que haya o no un límite explícito. Hasta la llegada de la tecnología digital, la pantalla dividida en las películas se lograba utilizando una impresora óptica para combinar dos o más acciones filmadas por separado copiándolas en un mismo negativo.
En el cine, la pantalla dividida también es una técnica que permite que un actor aparezca dos veces en una escena. La técnica más sencilla es bloquear la cámara y filmar la escena dos veces, con una «versión» del actor apareciendo en el lado izquierdo y la otra en el lado derecho. La división entre las dos partes pretende ser invisible, haciendo que la duplicación parezca realista.

## Influencias
Un escenario influyente para las grandes películas de pantalla dividida de la década de 1960 fueron dos ferias mundiales: la Feria Mundial de Nueva York de 1964, donde Ray y Charles Eames presentaron una película de 17 pantallas que crearon para el pabellón «Think» de IBM (incluía secciones con conducción de coches de carreras.) y la película de 3 divisiones To Be Alive, de Francis Thompson, que ganó el Premio de la Academia ese año al Mejor Cortometraje. John Frankenheimer filmó Grand Prix tras su visita a la Feria Mundial de Nueva York de 1964. El éxito de estos pabellones influyó aún más en la Exposición Universal de 1967 en Montreal, comúnmente conocida como Expo 67, donde las películas de pantallas múltiples más destacadas incluyeron a In the Labyrinth, aclamada por la revista Time como una «impresionante exhibición visual», con su reseña concluyendo que: «tales delicias como Labyrinth...sugieren que el cine, el arte más típico del siglo XX, apenas ha comenzado a explorar sus límites y posibilidades»; así como A Place to Stand, que mostró la pionera «técnica de imagen multidinámica» de Christopher Chapman de combinar varias imágenes. Los directores Norman Jewison y Richard Fleischer concibieron sus ambiciosas películas en pantalla dividida de 1968 después de visitar la Expo 67.
También es común utilizar esta técnica para retratar simultáneamente a ambos participantes en una conversación telefónica, una antigua convención que se remonta a las primeras películas de cine mudo, como en los marcos triangulares de Lois Weber en Suspense de 1913, y que culmina en Pillow Talk, donde Doris Day y Rock Hudson comparten una llamada en teléfonos con línea compartida. Tan vinculadas a esta convención están las películas de Doris Day/Rock Hudson que Abajo el amor, el único homenaje ligeramente irónico, utilizó la pantalla dividida en varias llamadas telefónicas, parodiando explícitamente este uso. En la película para televisión ganadora del premio Emmy de 1971 Brian's Song, que retrata la historia de los ex running backs de los Chicago Bears Brian Piccolo y el miembro del Salón de la Fama Gale Sayers, hay una escena en donde Piccolo está hablando con Sayers al teléfono, donde la pantalla se divide en diagonal desde la esquina superior izquierda hasta la esquina inferior derecha (Piccolo en el lado derecho y Sayers en el izquierdo). La serie de la BBC Coupling hizo un uso extensivo de la pantalla dividida como una de varias técnicas que no son convencionales para las series de televisión, a menudo con un efecto humorístico. Un episodio, «Split», incluso recibió el nombre del uso del efecto. La aclamada serie de televisión Fox 24 utilizó ampliamente la pantalla dividida para representar los numerosos eventos simultáneos, mejorando el elemento en tiempo real del programa y conectando sus múltiples historias.
El director de cine Roger Avary inventó un uso inusual y revolucionario de la pantalla dividida como una extensión del vocabulario cinematográfico en The Rules of Attraction (2002), donde dos mitades separadas de una pantalla dividida se pliegan en una toma perfecta mediante el uso de la fotografía con control de movimiento.
En 1975, detrás del Telón de Acero, el cineasta Zbigniew Rybczynski creó su película experimental Nowa Książka (en español, Nuevo libro), donde dividió su pantalla en 9 pantallas pequeñas, filmadas en película de 35 mm. Este enfoque le permitió crear una historia continua de un hombre que quiere comprar un libro y durante su viaje interactúa con varias personas. Esta película sirvió de inspiración para Timecode de Mike Figgis.

## Tecnología digital
La llegada de la tecnología de vídeo digital ha hecho que dividir la pantalla sea mucho más fácil de lograr, y películas digitales y vídeos musicales recientes han explorado esta posibilidad en profundidad. A veces la técnica se utiliza para mostrar acciones que ocurren simultáneamente; Timecode (2000), de Mike Figgis, es un ejemplo reciente en el que la combinación de cuatro cámaras de vídeo digitales en tiempo real se muestra continuamente durante la duración de la película. La pantalla dividida también se puede utilizar en la medida en que se convierta en parte de la estructura narrativa de una película, como en The Boston Strangler.

### En películas
El uso temprano de la pantalla dividida se puede ver en Suspense (1913), de Lois Weber y Phillips Smalley, donde se utiliza para retratar acciones simultáneas, y en La dama de picas (1916), de Yakov Protazanov, donde una pantalla representa la realidad y la otra los deseos internos de un personaje. Esta técnica se ha utilizado para retratar gemelos en películas como Un hombre fenómeno (1945), A través del espejo (1946), The Parent Trap (tanto la original de 1961 como la nueva versión de 1998) y Adaptation (2002). En la versión de 1961 de The Parent Trap, las conversaciones entre los gemelos se simularon filmando a la actriz (Hayley Mills) mientras estaba parada a la izquierda del encuadre mirando hacia la derecha, y luego filmándola nuevamente, parada a la derecha y mirando hacia la izquierda. El negativo de la primera acción se colocó en una impresora y se copió en otro negativo, el compuesto, pero este otro negativo fue enmascarado para que sólo se copie la parte derecha de la imagen original. Luego se rebobinó la composición y se copió el negativo de la segunda acción en el lado derecho de cada fotograma. En este segundo pase, el lado izquierdo fue enmascarado para evitar una doble exposición. Luego, esta técnica se oculta cuidadosamente mediante líneas de fondo, como ventanas, puertas, etc., para disimular la división.
En Indiscreta (1958), la técnica se utilizó para eludir la censura y permitir que Cary Grant e Ingrid Bergman estuvieran juntos en la cama, e incluso que pareciera que le daban una palmada en el trasero.
Varias películas realizadas en estudios en la década de 1960 popularizaron el uso de la pantalla dividida. Incluyen Grand Prix de John Frankenheimer (1966), The Boston Strangler de Richard Fleischer (1968) y The Thomas Crown Affair de Norman Jewison (1968). En la década de 1970, su uso continuó en películas como Airport (1970), Woodstock (1970), The Andromeda Strain (1971), Sisters (1972), Carrie (1976) y More American Graffiti (1979).
El diseñador de secuencias de títulos, Saul Bass, lamentó la popularidad de la pantalla dividida en la década de 1960. Aunque lo utilizó ampliamente en su trabajo para Grand Prix, más tarde afirmó que se había agotado artísticamente por el uso excesivo. Bass declaró:

El caso es que es un recurso y, en lo que a mí respecta, nunca lo volveré a utilizar. Si realmente lo piden a gritos, lo utilizaré, pero como recurso ha perdido su vigencia porque, más tarde, por desgracia, se utilizó sin sentido. Es el tipo de cosa que crece sin tener nunca una juventud y no hay oportunidad de explorarla. En "Grand Prix" tomé la imagen múltiple... y la llevé a lo largo de toda la historia. Creo que es estupenda para expresar la multiplicidad, pero sospecho que no es capaz de expresar sentimientos profundos o contemplativos...

### Por cineastas
El director francés Abel Gance utilizó el término «Polyvision» para describir su técnica de tres cámaras y tres proyectores para ampliar y dividir la pantalla, que utilizó en su epopeya muda de 1927, Napoléon. El cineasta Brian De Palma ha incorporado la pantalla dividida en muchas de sus películas, sobre todo en Sisters (1973), y desde entonces se han convertido en sinónimo de su estilo cinematográfico (específicamente Blow Out de 1981 y Snake Eyes de 1998).

### En tecnología
La característica adicional «Olaf interactivo» del lanzamiento en DVD de la película Lemony Snicket's A Series of Unfortunate Events muestra las pruebas de maquillaje de Jim Carrey en una pantalla dividida en cuatro partes. Los espectadores pueden dividir el audio seleccionando cuál parte escuchar. La pantalla dividida también se ha simulado como parte de la mecánica de juego en videojuegos, sobre todo en Fahrenheit, donde se utiliza para permitir al jugador realizar un seguimiento de múltiples elementos simultáneos relevantes para el videojuego.

### En videos musicales
Varios vídeos musicales han hecho un uso creativo de presentaciones en pantalla dividida. En el vídeo de «Billie Jean» de Michael Jackson se muestran varios fotogramas congelados en pantalla dividida. El director de cine y vídeo Michel Gondry ha hecho un amplio uso de técnicas de pantalla dividida en sus vídeos. Un ejemplo notable es «Sugar Water» de Cibo Matto, donde un lado de la pantalla muestra el vídeo reproducido normalmente y el otro lado muestra el mismo vídeo reproducido al revés. El video musical de «Doo Wop (That Thing)» de Lauryn Hill fue filmado usando una técnica de pantalla dividida. El video presenta a Lauryn, interpretando la canción en fiestas de barrio en dos épocas diferentes: mediados de la década de 1960 (el año 1967 se muestra en a la izquierda del video) y finales de la década de 1990 (el año 1998 se muestra a la derecha).

### En televisión
La pantalla dividida también se ha utilizado mucho en programas de televisión. Los noticieros suelen mostrar a dos reporteros en un marco de pantalla dividida. La comedia That '70s Show, la comedia para adolescentes de Nickelodeon Drake & Josh, la comedia para adolescentes de Disney Channel Lizzie McGuire, Burn Notice de USA Network y 24 de Fox hicieron un uso extensivo de las pantallas divididas. A veces se utiliza en programas de juegos para mostrar a dos concursantes simultáneamente y en programas de noticias por cable, cuando los participantes en una discusión se encuentran en diferentes lugares.
Las pantallas divididas se utilizan con frecuencia en las carreras de motor, especialmente durante las paradas en boxes del auto de seguridad en la IndyCar Series y NASCAR, donde se utilizan divisiones en cuatro partes, generalmente con las paradas en boxes de los tres autos o camiones líderes mostradas a la izquierda y una toma de la salida de boxes (donde se determina el orden de reinicio después de las paradas en boxes) a la derecha, y algunas presentan solo cuatro autos o camiones diferentes haciendo paradas en boxes. A menudo, estas paradas en boxes pueden cambiar todo el resultado de una carrera. En los deportes, se puede mostrar en una esquina una repetición instantánea, un paquete de momentos destacados o un reportaje sobre un tema específico relacionado con la jugada mientras se desarrolla la jugada principal.
Las pantallas divididas que muestran las reacciones de los personajes individuales son un recurso común en anime japonés, donde imitan los diseños de los paneles del manga. A veces presentan más de dos personajes a la vez y pueden estar divididos en ángulos oblicuos.
Las pantallas divididas también son comunes en la publicidad, a menudo para mostrar comparaciones.